# Swineford
Swineford – wieś w Anglii, w hrabstwie ceremonialnym Gloucestershire, w dystrykcie (unitary authority) South Gloucestershire. Leży 10 km na wschód od miasta Bristol i 162 km na zachód od Londynu.